# Dendrobium alticola
Dendrobium alticola är en orkidéart som beskrevs av Rudolf Schlechter. Dendrobium alticola ingår i släktet Dendrobium, och familjen orkidéer. Inga underarter finns listade i Catalogue of Life.